# Удряк
Удря́к (рос. Удряк, башк. Өйҙөрәк) — присілок у складі Чишминського району Башкортостану, Росія. Входить до складу Сафаровської сільської ради.
Населення — 431 особа (2010; 397 в 2002).
Національний склад:
- татари — 71 %